# Barbara Peeters
Pour les articles homonymes, voir Barbara et Peeters.
Barbara Peeters est une réalisatrice et scénariste américaine.

## Filmographie

### Comme réalisatrice
- 1970 : Je suis une hard-girl (The Dark Side of Tomorrow)
- 1971 : Les Diablesses de la moto (Bury Me an Angel)
- 1974 : Summer School Teachers (en)
- 1978 : Starhops (en)
- 1980 : Les Monstres de la mer (Humanoids from the Deep)
- 1983 : The Powers of Matthew Star (série télévisée) (1 épisode)
- 1983 : The Renegades (série télévisée) (2 épisodes)
- 1983 : Cagney & Lacey (série télévisée) (1 épisode)
- 1982-1983 : Matt Houston (série télévisée) (3 épisodes)
- 1983 : Lottery! (série télévisée) (1 épisode)
- 1983 : Boone (série télévisée) (2 épisodes)
- 1984 : Remington Steele (série télévisée) (1 épisode)
- 1985 : Berrenger's (série télévisée) (1 épisode)
- 1985 : Finder of Lost Loves (en) (série télévisée) (1 épisode)
- 1984-1985 : Falcon Crest (série télévisée) (7 épisodes)
- 1985-1986 : Shadow Chasers (série télévisée) (2 épisodes)
- 1986 : Misfits of Science (série télévisée) (1 épisode)

### Comme scénariste
- 1970 : Je suis une hard-girl (The Dark Side of Tomorrow)
- 1970 : Caged Desires
- 1971 : Les Diablesses de la moto (Bury Me an Angel)
- 1974 : Summer School Teachers
- 1978 : Starhops

### Comme actrice
- 1969 : The Gun Runner : la dispatcher
- 1970 : Caged Desires